# Asplenium virchowii
Asplenium virchowii là một loài thực vật có mạch trong họ Aspleniaceae. Loài này được Kuhn miêu tả khoa học đầu tiên.